# Sandro Botticelli

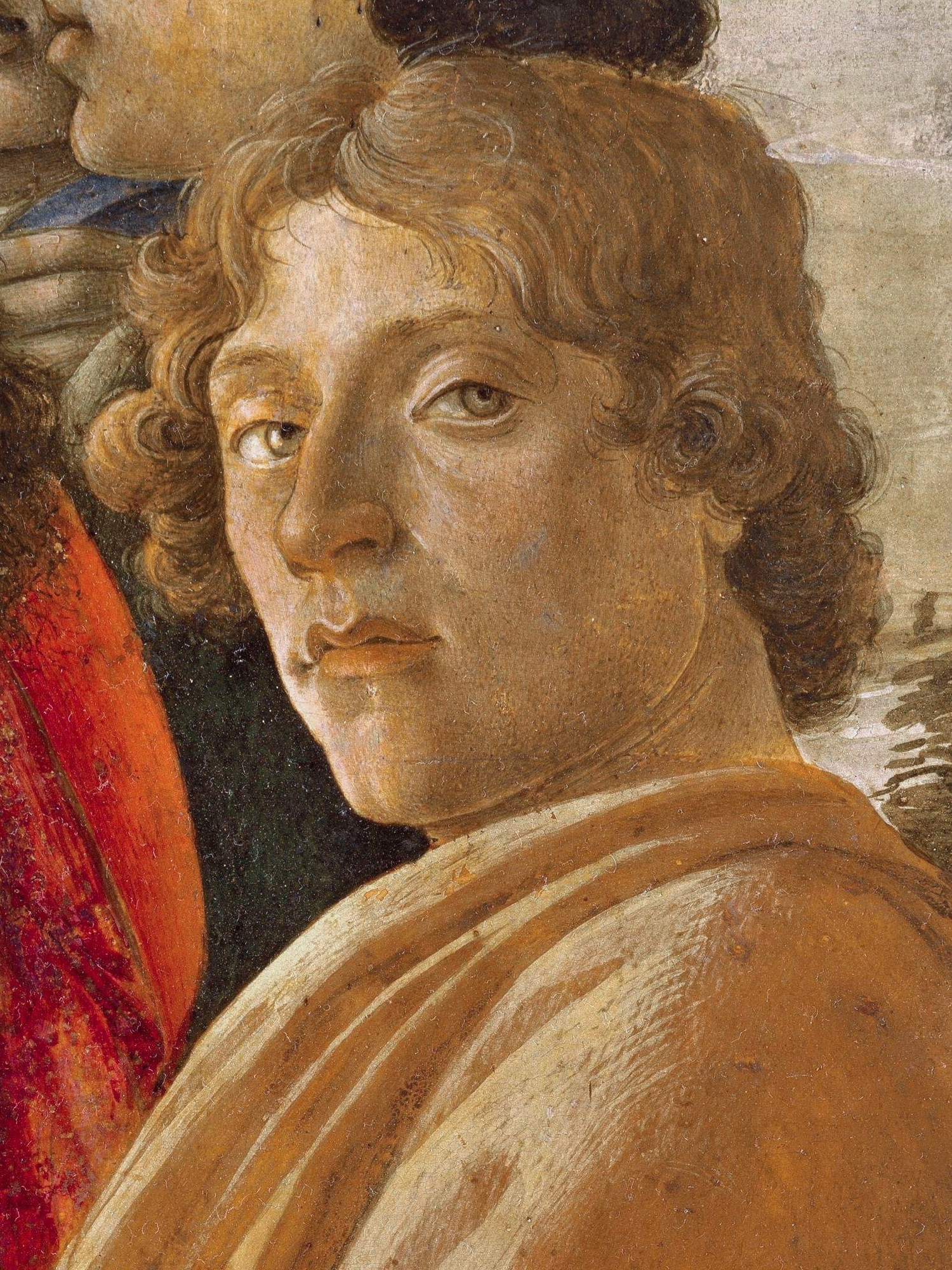
Vermutliches Selbstbildnis, Detail aus der Anbetung der Heiligen Drei Könige (Zanobi-Altar), Uffizien, Florenz

Sandro Botticelli (* 1. März 1445 in Florenz; † 1510, begraben am 17. Mai 1510 ebenda; auch Alessandro di Mariano Filipepi oder Sandro di Mariano di Vanni Filipepi, gen. Botticelli) war einer der bedeutendsten italienischen Maler und Zeichner der frühen Renaissance.
Im Geist der Frührenaissance und des Humanismus malte Botticelli, beeinflusst von Filippo Lippi, Masaccio und Antonio Pollaiuolo, Andachtsbilder, Altarbilder sowie Bilder aus dem Themenbereich der griechischen Mythologie und Allegorien mit Gegenwartsbezug. Von herausragender Bedeutung ist seine Porträtkunst, die nachhaltig das Image der Medici und ihrer Parteigänger geprägt hat. Sein Spätwerk trägt emotional expressive Züge mit Rückbezug auf die Gotik.
Einige Elemente seiner Malerei wurden später von den Präraffaeliten im 19. Jahrhundert wieder aufgegriffen. Auch der Jugendstil machte in Linie und Ornament Anleihen bei ihm.

## Leben und Wirken

Die Geburt der Venus, ca. 1485/86, Uffizien, Florenz

### Herkunft und Ausbildung
Eine der ersten Quellen über das Leben Botticellis stammt aus der Biographiensammlung Giorgio Vasaris von 1550 (Neuauflage: 1568), die indessen in ihrem Wahrheitsgehalt angezweifelt wird. Danach wurde „Botticelli“ – der Spitzname (von botticello „Fässchen“) stammt von seinem Bruder Giovanni – im Florentiner Arbeiterviertel Ognissanti als jüngster Sohn des Lohgerbers Mariano di Vanni Filipepi geboren. Sein ganzes Leben blieb er dieser Stadt verbunden. Vasari attestierte ihm mangelnden Fleiß in der Schule; er sei dort immer unruhig und mit keinem Unterricht je zufrieden gewesen. Der Vater gab ihn zu einem Goldschmied in die Lehre; darauf gründete sich wahrscheinlich ein Hang zu extravagantem Schmuck in seinen späteren Damenbildnissen.
Ab 1464 wurde er für drei Jahre Schüler der in Prato gelegenen Werkstatt des damals berühmtesten Malers der Stadt Fra Filippo Lippi (1406–1469). Florenz blieb zeit seines Lebens seine geistige Heimat, wo er durch den in Florentiner Adelskreisen besonders geförderten Humanismus starke künstlerische Anregungen empfing.
Zwischen 1465 und 1470 fertigte Botticelli eine Reihe von Madonnenbildern an, darunter die Madonna mit Kind und zwei Engeln, gefertigt zwischen 1468 und 1469. In diesen Frühwerken zeigen sich deutlich die Einflüsse seines Lehrmeisters Lippi, aber auch der robustere Stil der beiden damals führenden Maler in Florenz, Antonio Pollaiuolo und Andrea del Verrocchio, in dessen Schule Botticelli wahrscheinlich war.

### Künstler mit eigener Werkstatt

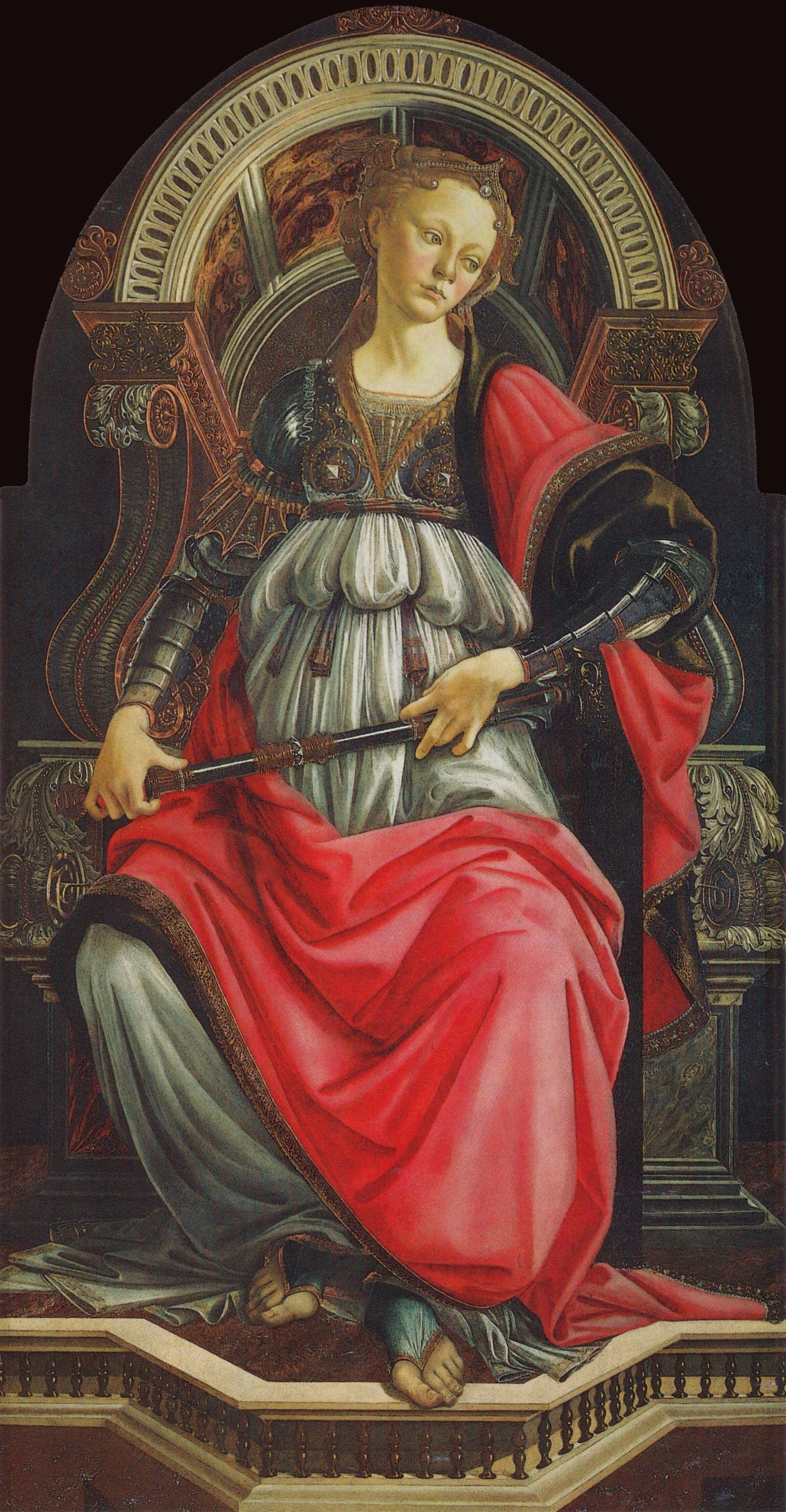
Tapferkeit (Fortitudo), 1470 Uffizien, Florenz

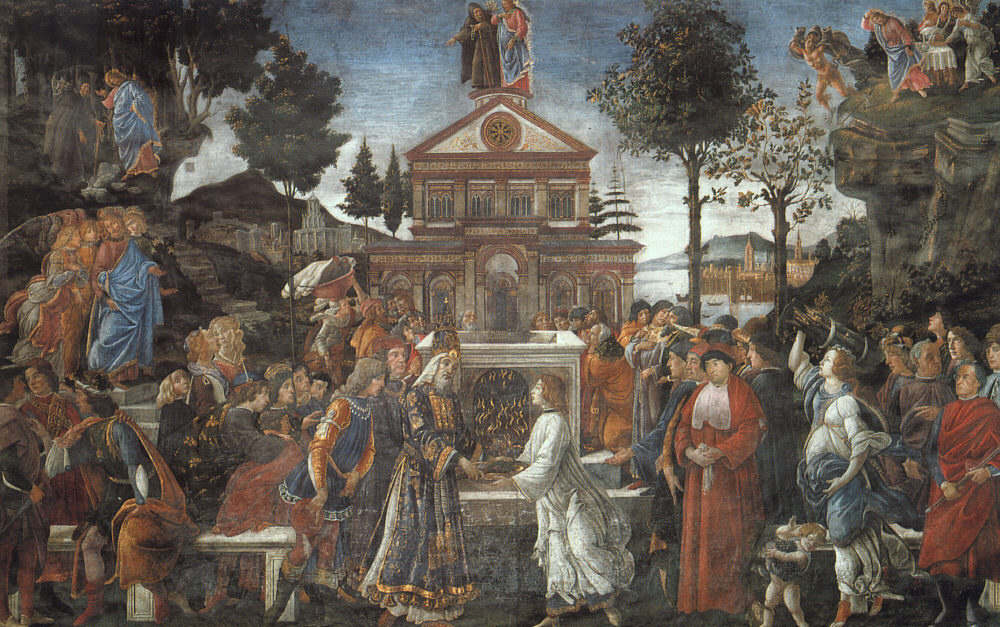
Botticelli: Die Versuchung Christi, Fresko aus der Sixtinischen Kapelle

Sandro Botticelli, Weibliches Idealbildnis (Bildnis der Simonetta Vespucci als Nymphe), ca. 1480–1485, Städel Museum, Frankfurt am Main

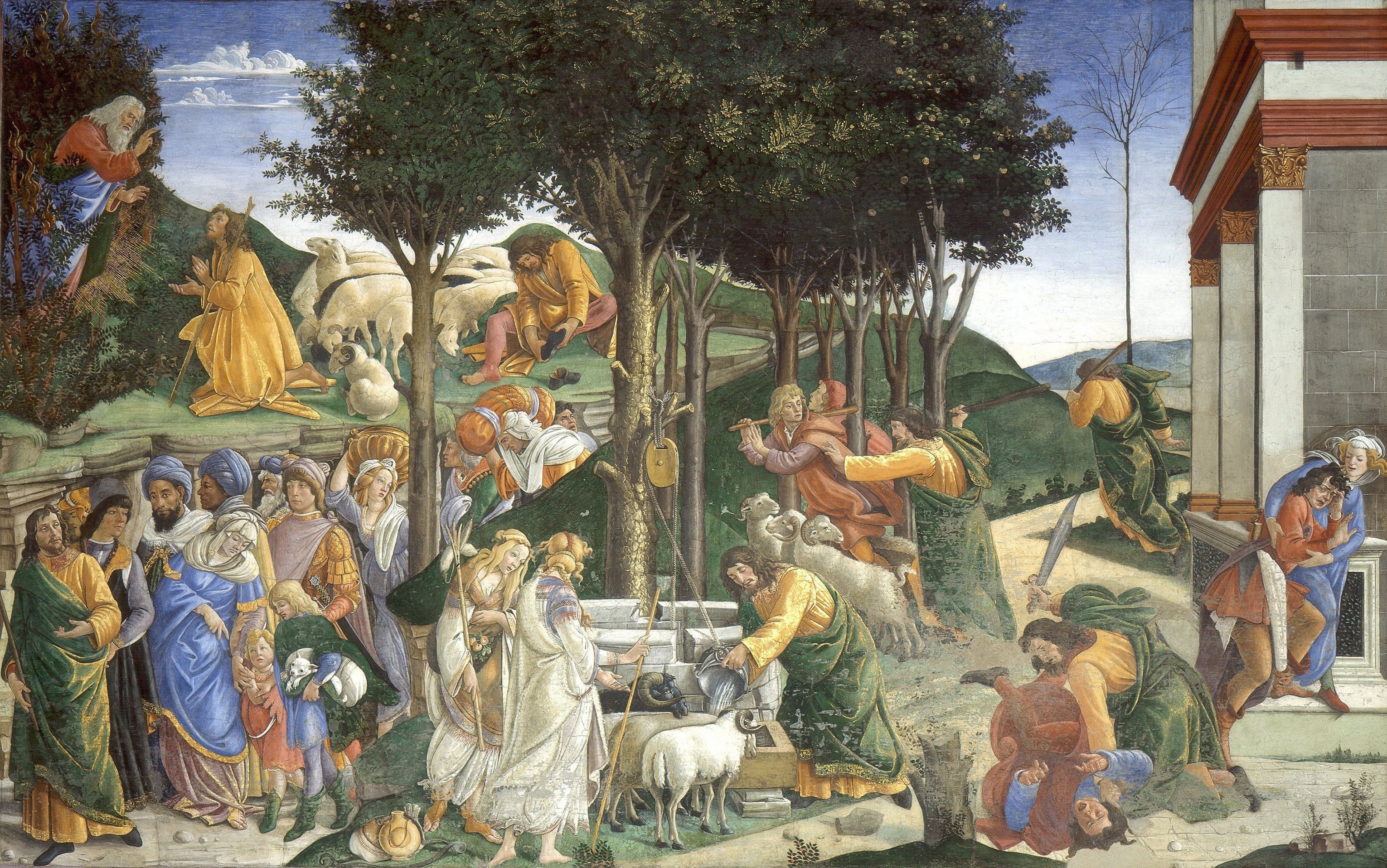
Botticelli: Begebenheiten aus dem Leben des Mose, Fresko aus der Sixtinischen Kapelle

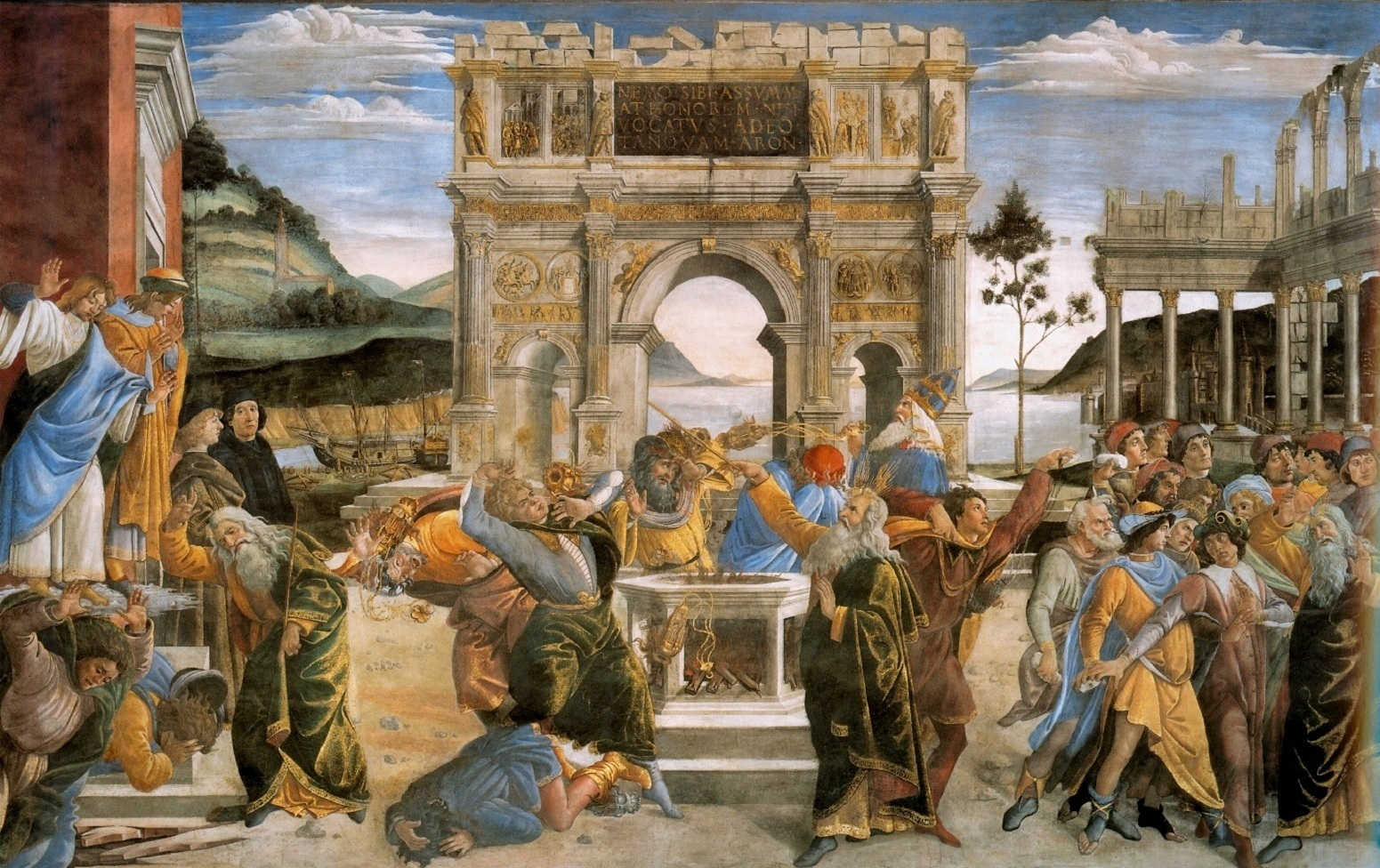
Botticelli: Die Bestrafung von Korach, Datan und Abiram, Fresko aus der Sixtinischen Kapelle

1470 eröffnete Botticelli seine eigene Werkstatt. Im selben Jahr erhielt er von Tommaso Soderini den Auftrag, ein Bild der Tapferkeit (Fortitudo) in der Reihe der sieben Tugenden für das Zunftgericht Tribunale della Mercanzia anzufertigen. Wiederholte Kontakte mit den Medici und die besondere Förderung durch Lorenzo de’ Medici gewährten ihm politischen Schutz, sicherten ihm öffentliche Aufträge für die nächsten 20 Jahre – unter anderem auch durch Lorenzo di Pierfrancesco de’ Medici – und boten ideale Voraussetzungen für die Schaffung zahlreicher Meisterwerke. Botticelli war als Porträtmaler in seiner Vaterstadt bekannt und beliebt. Im Nachgang zur Pazzi-Verschwörung hielt Botticelli die gehenkten Attentäter in einem öffentlichen Schandgemälde fest. Das Porträt des bei dem Attentat ermordeten Giuliano de’ Medici wurde in mehreren, seriell produzierten Versionen für Florentiner Auftraggeber gefertigt, die damit ihre Treue zur Medici-Familie bezeugen konnten. Ab den 1470er-Jahren arbeitete auch Filippino Lippi in seiner Werkstatt.
Den engen Zusammenhang mit dem humanistischen Gedankengut der Zeit und die schöpferische Phantasie des Künstlers zeigen seine reiferen Meisterwerke nach 1475, insbesondere seine allegorischen Darstellungen Der Frühling, auf dem das Erwachen der Natur durch blumenbekränzte Mädchen in einer paradiesischen Landschaft verkörpert wird, und Die Geburt der Venus, auf dem die aus dem Meeresschaum geborene Liebesgöttin in einer Muschel zur Küste treibt. Letztere stellte den ersten fast lebensgroß gemalten Frauenakt seit der Antike dar. Nur im privaten Rahmen, so Elke Linda Buchholz, sei solch ein erotisch unverblümtes, mythologisch aufgeladenes Bildprogramm möglich und mit seinem literarisch inspirierten Antikebezug auch nur einem elitären Kreis von Kennern vermittelbar gewesen.
Wie diese Werke, so verbinden auch die Andachtsbilder des Malers aus dieser Zeit (unter anderem Die Anbetung der Heiligen Drei Könige und Die Krönung Mariens) dieses zeitgenössische Gedankengut mit älteren, der Gotik nachempfundenen Bildvorstellungen.
Die überschlanken Figuren und Glieder seiner Frauengestalten, deren blasse, schwermütige Gesichter von reichem Goldhaar umflossen werden, zeigen in nervöser Zartheit diese Nachklänge der Gotik, auch in der Ausgewogenheit des Bildaufbaus. Diesen für Botticelli typischen weiblichen Gesichtsausdruck auf Madonnen-, Porträt- und allegorischen Darstellungen, wie er im „Weiblichen Idealbildnis“ (Städel, Frankfurt am Main) realisiert ist, haben einige Kunsthistoriker wiederholt mit den Zügen der 1476 jung verstorbenen Simonetta Vespucci in Verbindung gebracht. Diese Theorie, die Ernst Gombrich verworfen hatte, wurde in der ersten umfassenden Botticelli-Retrospektive in Deutschland (Städel) 2009/2010 wiederbelebt.
Zwischen 1481 und 1482 wurde Botticelli von Papst Sixtus IV. nach Rom berufen. In einem Team u. a. mit Perugino, Ghirlandaio und Signorelli stattete er die neu errichtete Sixtinische Kapelle mit großen Wandgemälden, welche Ereignisse aus dem Leben Jesu und des Moses darstellen, und mit Porträts früherer Päpste aus.

### Rückzug von der Malerei
Der Tod von Lorenzo de’ Medici im Jahr 1492 bedeutete vorerst das Ende der glänzenden Epoche florentinischer Kunst und den Beginn sozialer und kirchlicher Unruhen, besonders nach der Vertreibung der Medici 1494, als Savonarola bis zu seiner Hinrichtung 1498 seinen Gottesstaat in Florenz errichtete. Unter seinem Einfluss, so erzählt es Vasari in seinen Vite, habe sich Botticelli nur noch geistlichen Themen gewidmet und das Malen gänzlich vernachlässigt. Dass Botticelli wie sein Bruder Simone zu den Anhängern Savonarolas gezählt habe, ist, wie es die neue Botticelli-Forschung herausgearbeitet hat, allerdings sehr zweifelhaft. Weder unterzeichnete Botticelli die Petition an den Papst wegen einer Begnadigung des Dominikaners, noch stellte die Werkstatt Botticellis die Arbeit ein. Im Gegensatz zur starken Helligkeit und aufwändigen Dekorierung seiner früheren Bilder sind Botticellis Figuren nunmehr aber in schlichte, einfache Gewänder gehüllt, und dunklere Farbtöne überwiegen. Beim Fegefeuer der Eitelkeiten hat er einige seiner Bilder selbst dem Feuer übergeben. Berühmt wurden seine in dieser Zeit entstandenen 94 Federzeichnungen zur Göttlichen Komödie des Dante Alighieri.
Nach 1500 konnte Botticelli, möglicherweise wegen einer Behinderung, nicht mehr selbst malen, während seine Werkstatt weiterarbeitete. Vasari beschreibt den Künstler im Alter als einen verarmten Mann, der auf Krücken durch die Stadt humpelte. Botticelli war unverheiratet und hatte keine Kinder. Nach seinem Tod am 17. Mai 1510 wurde Botticelli auf dem Friedhof der Kirche Ognissanti in jenem Florentiner Viertel beerdigt, in dem er den Großteil seines Lebens verbracht hatte.

## Werke

### Gemälde (Auswahl)

Portraits
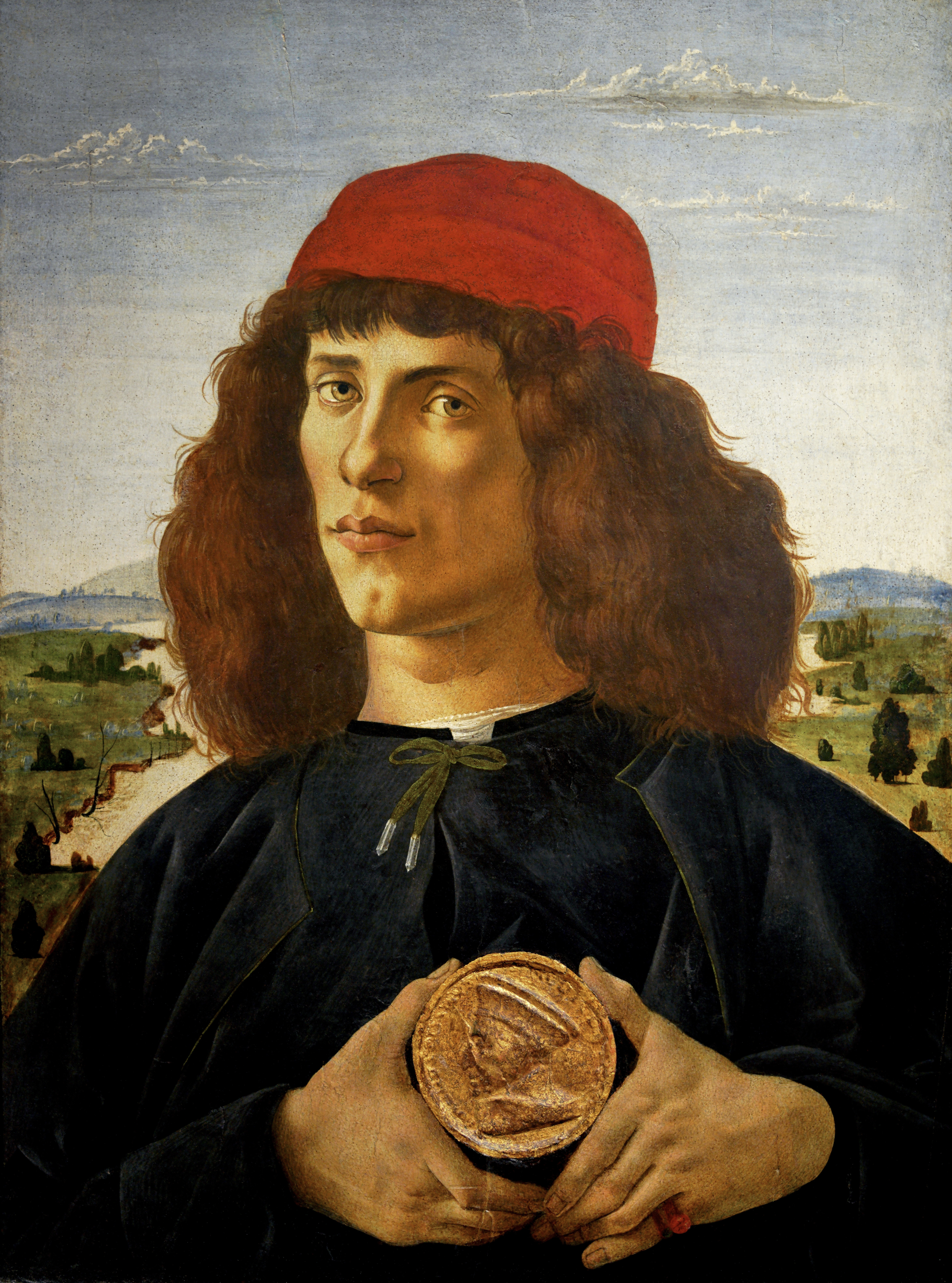
Porträt eines jungen Mannes mit einer Medaille Cosimo de’ Medicis, ca. 1474
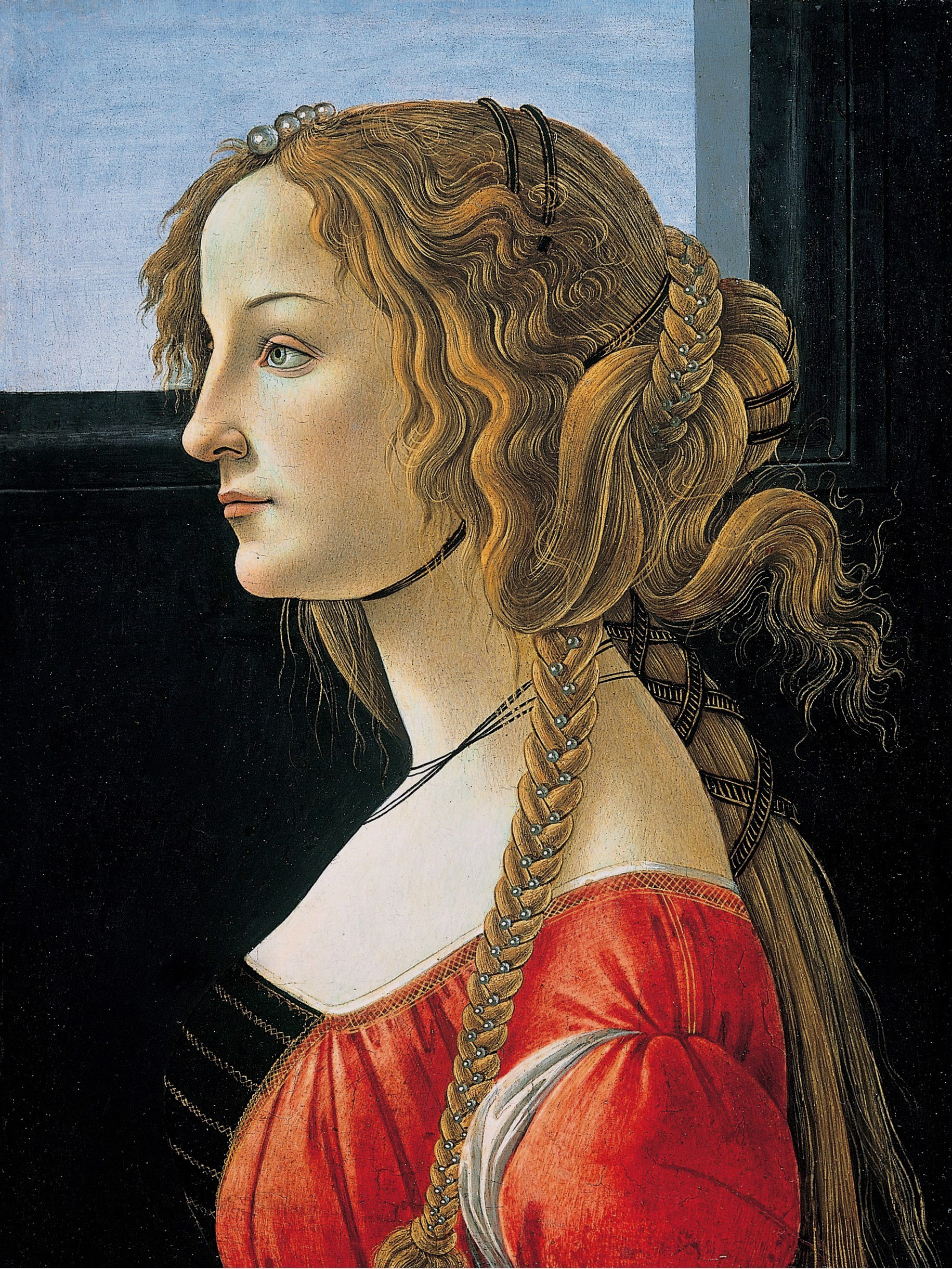
Porträt einer jungen Frau (Modell war wahrscheinlich Simonetta Vespucci), ca. 1475/80
Porträt des Giuliano de’ Medici, ca. 1478

Mythologische Themen
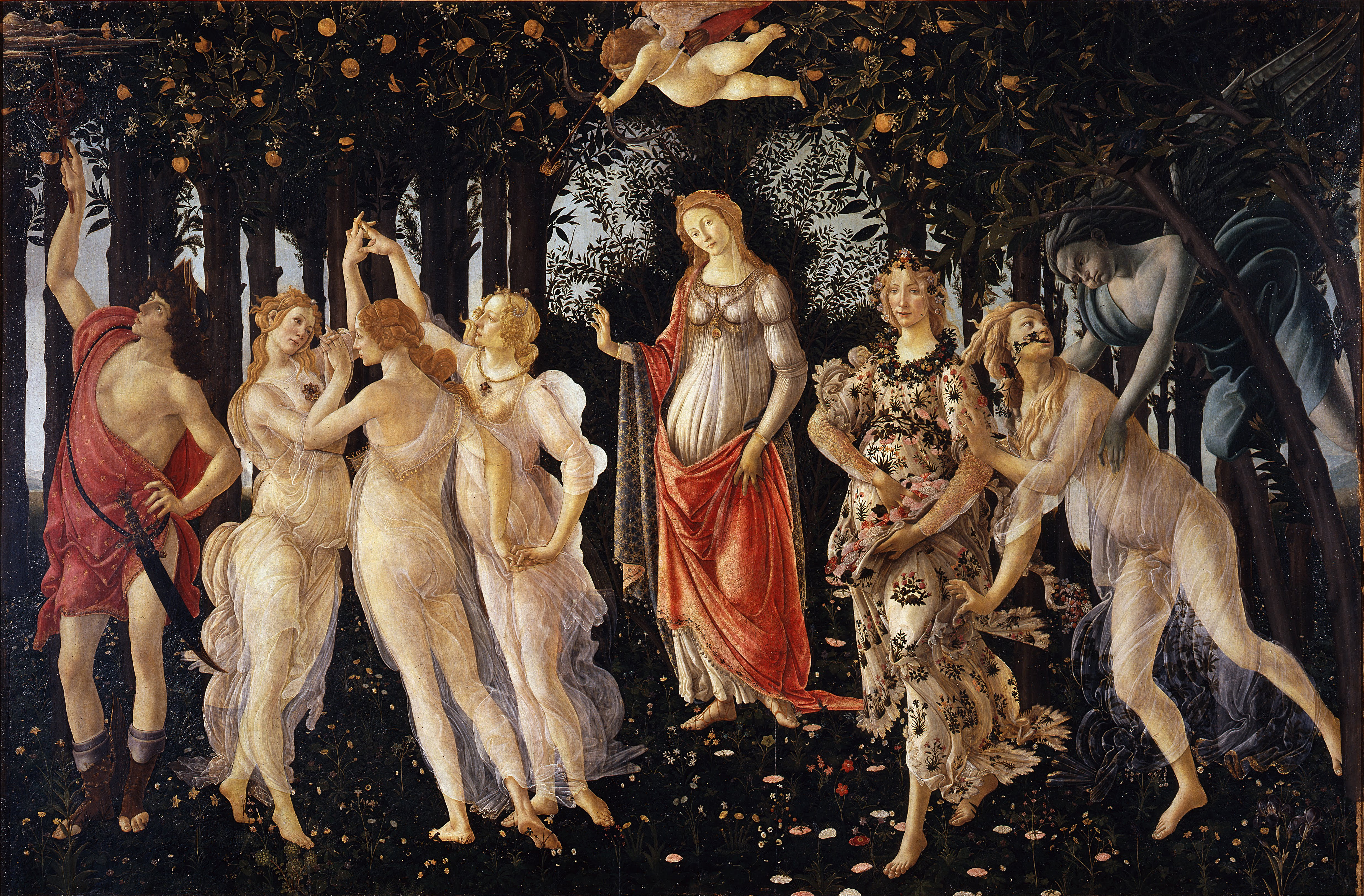
La Primavera ("Der Frühling"), ca. 1478/82
Pallas Athene und der Kentaur, ca. 1482/83
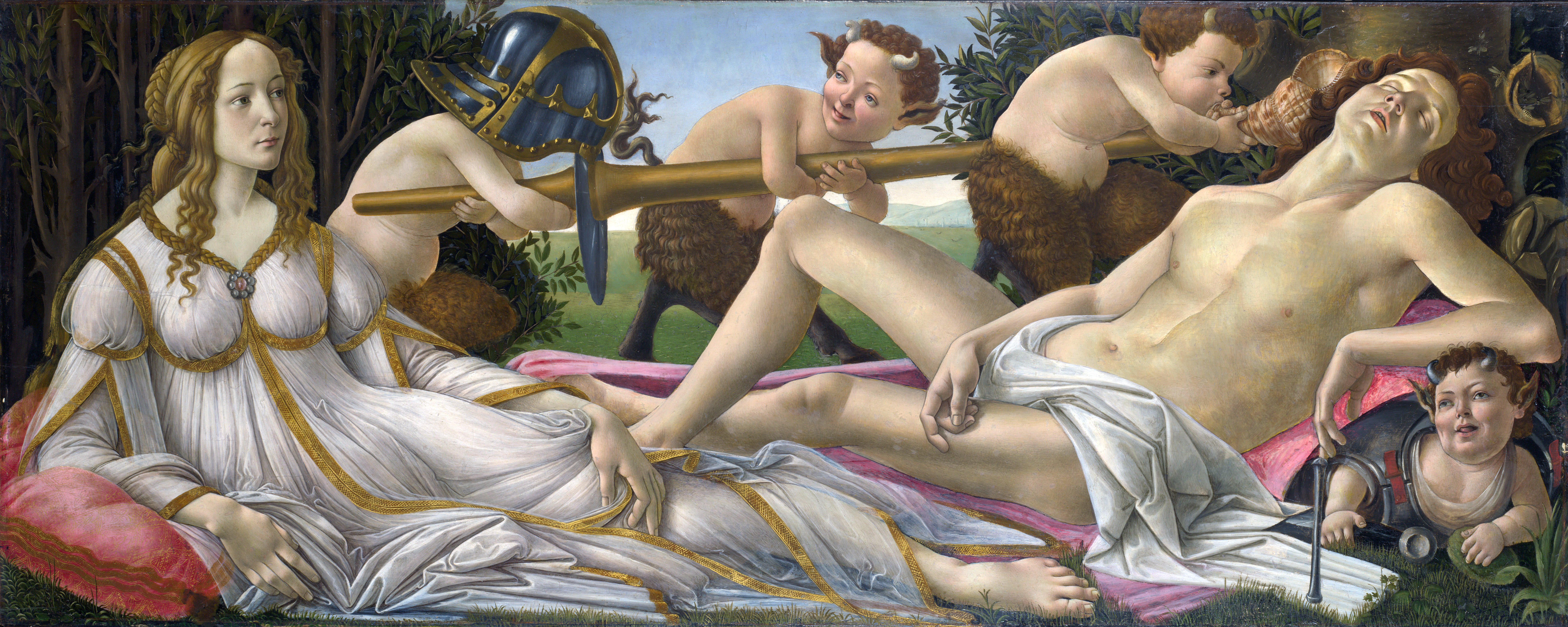
Venus und Mars, ca. 1483
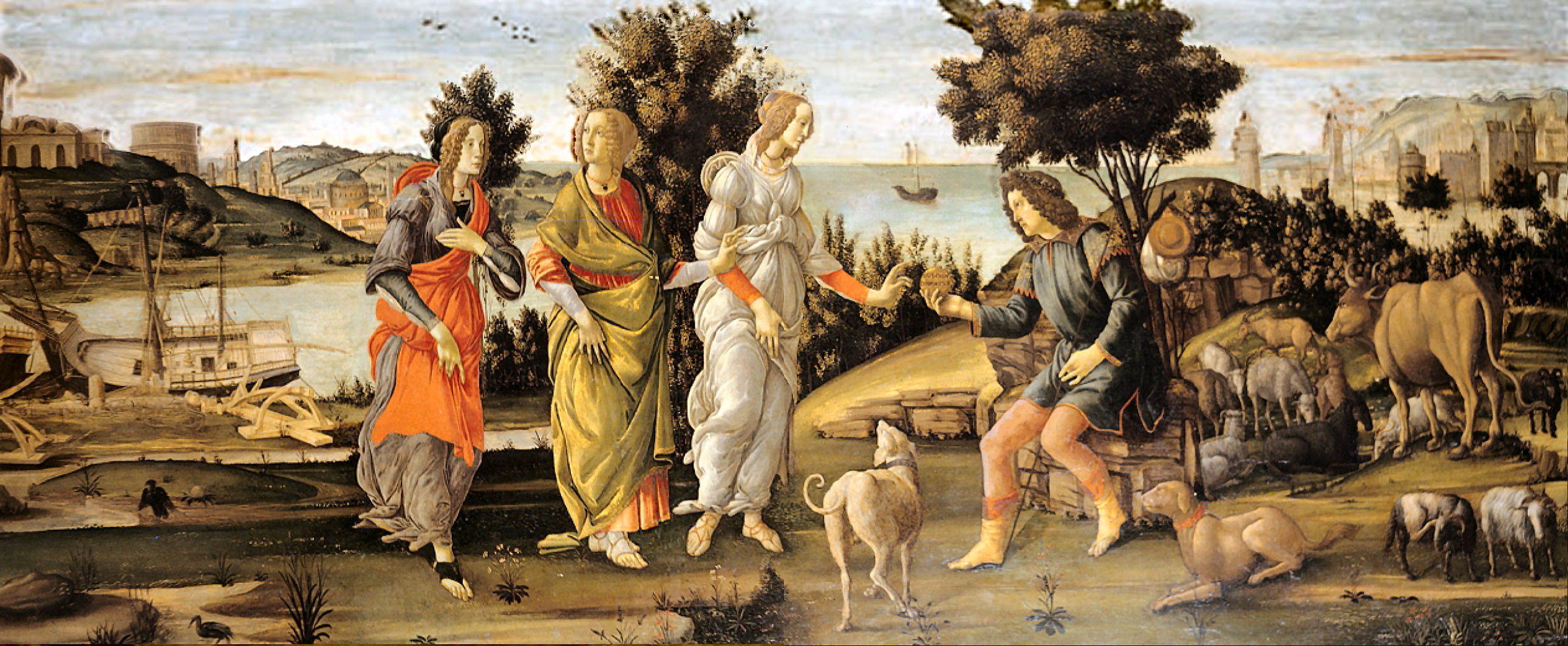
Das Urteil des Paris, ca. 1485/88
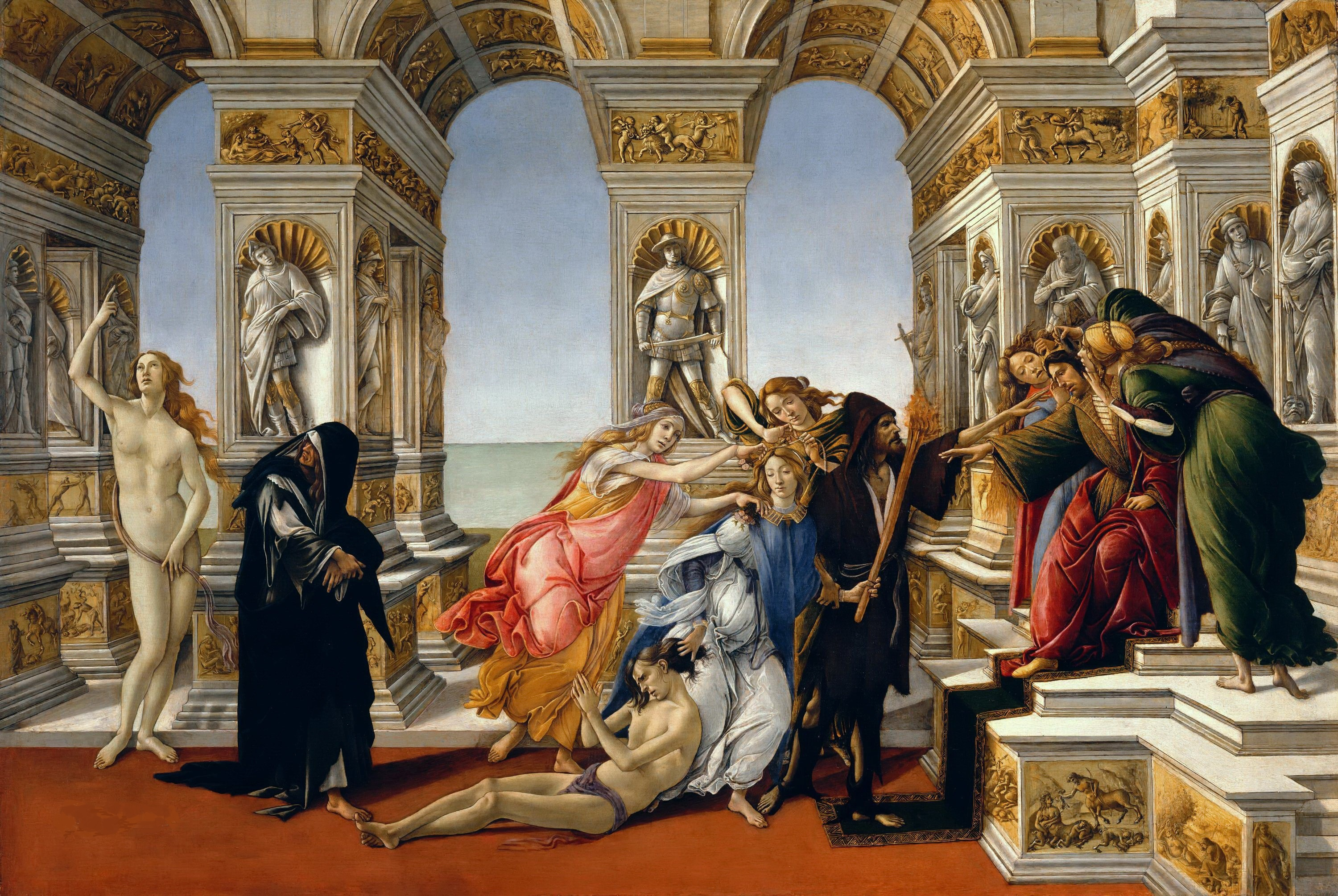
Die Verleumdung des Apelles, ca. 1495

Religiöse Themen
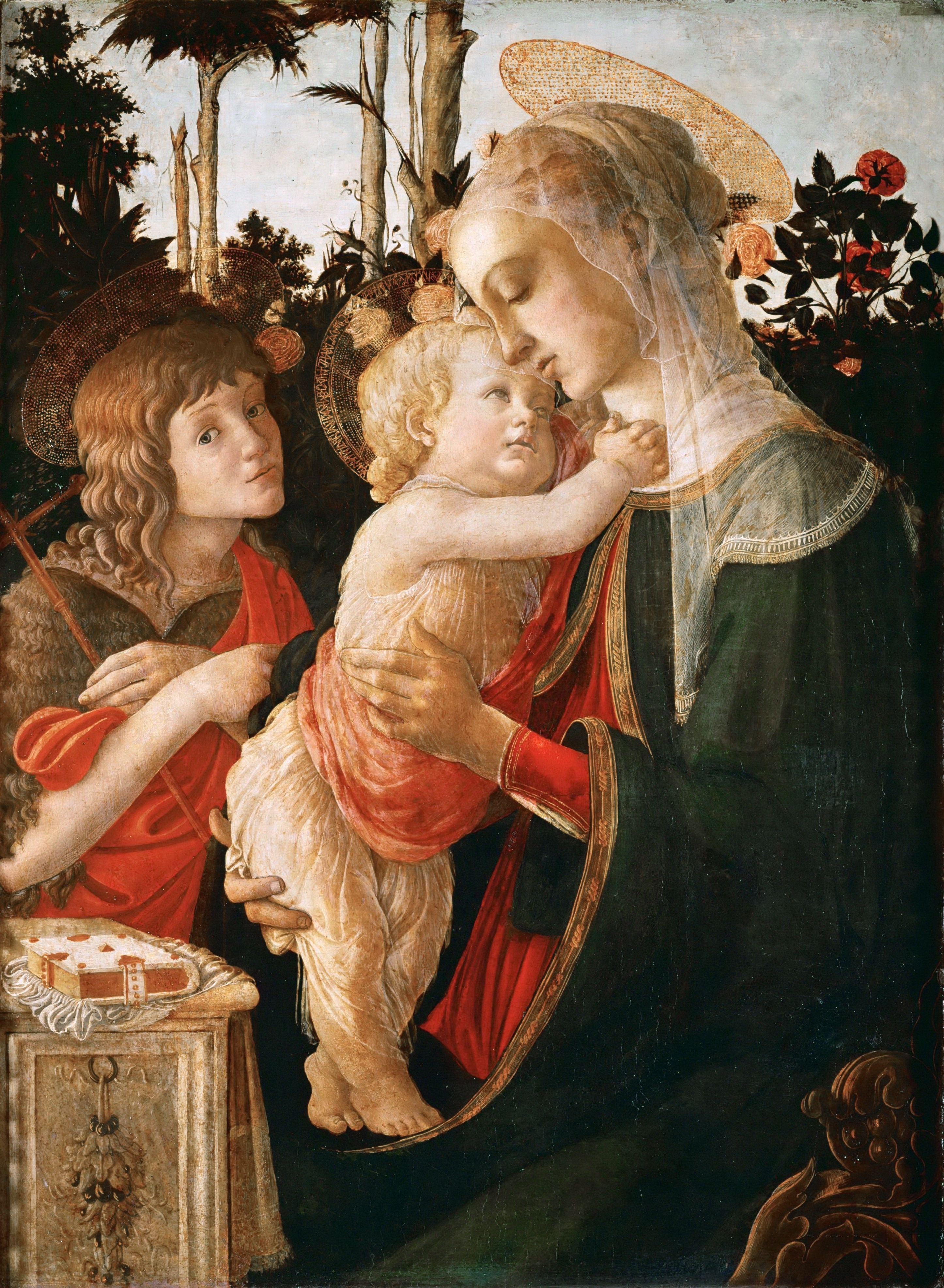
Madonna mit Kind und Johannes d. Täufer, ca. 1468 (?), Louvre, Paris
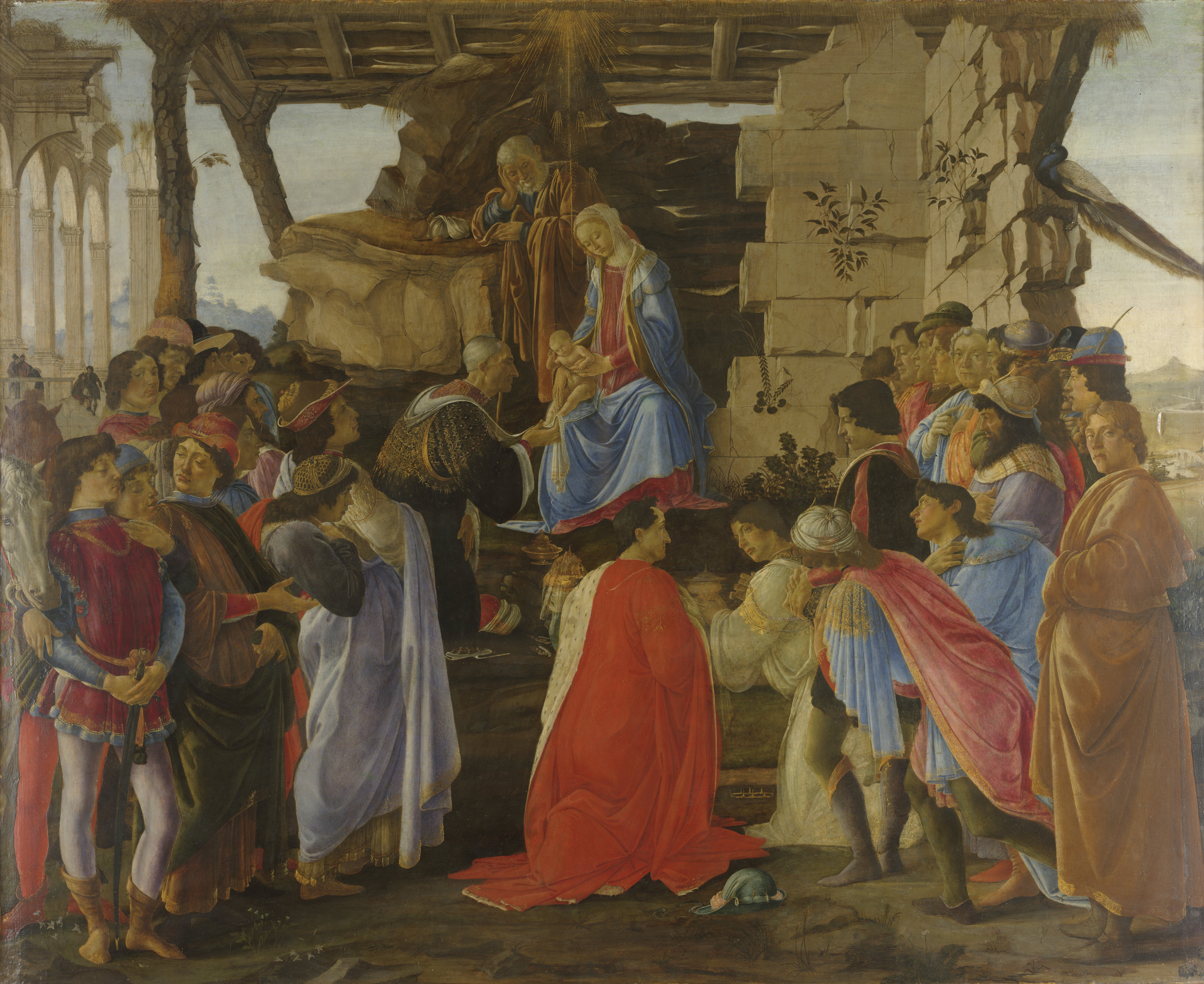
Die Anbetung der Heiligen drei Könige (Zanobi-Altar), ca. 1476
Die Madonna mit dem Buch, ca. 1480/81
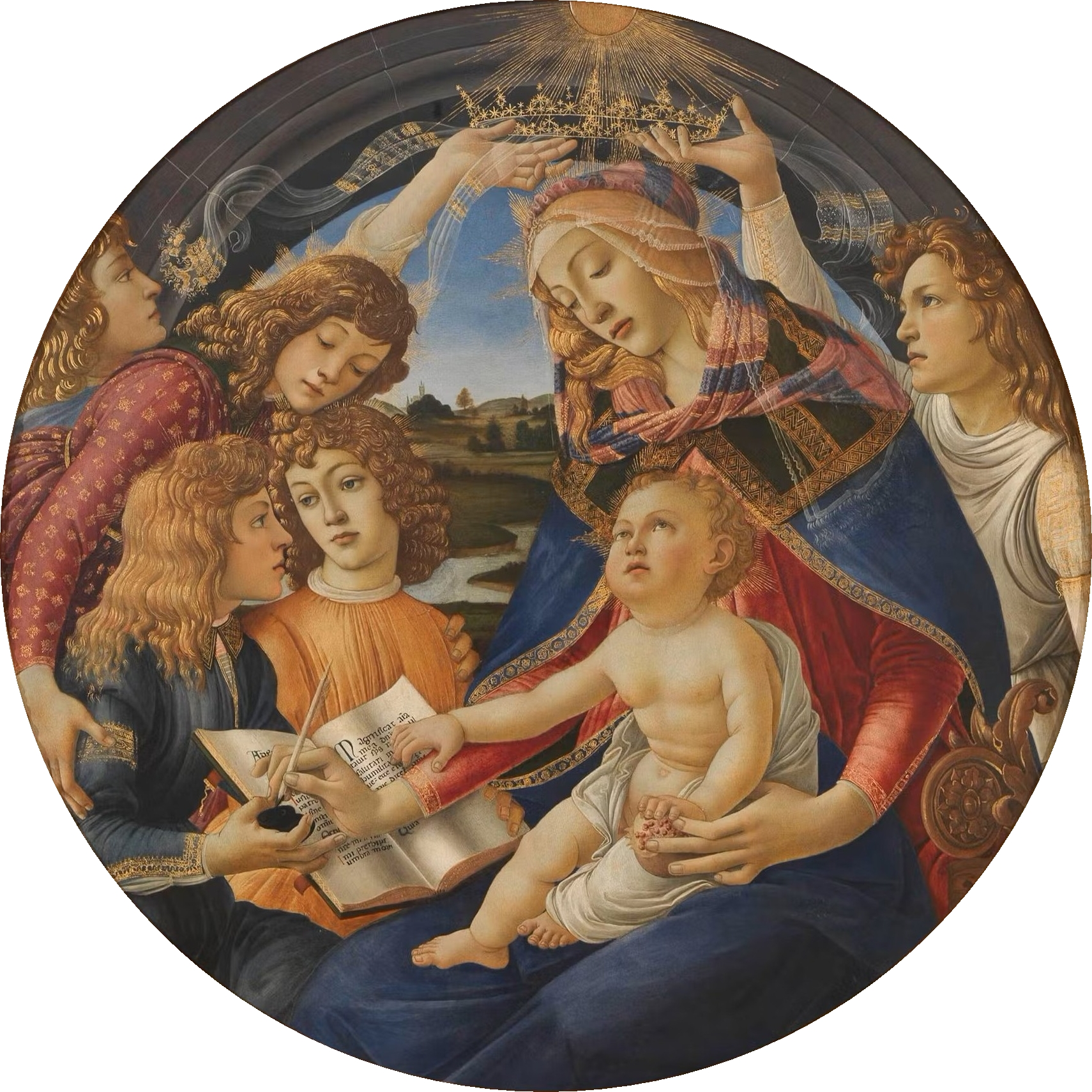
Madonna del Magnificat (Madonna mit Kind), ca. 1483
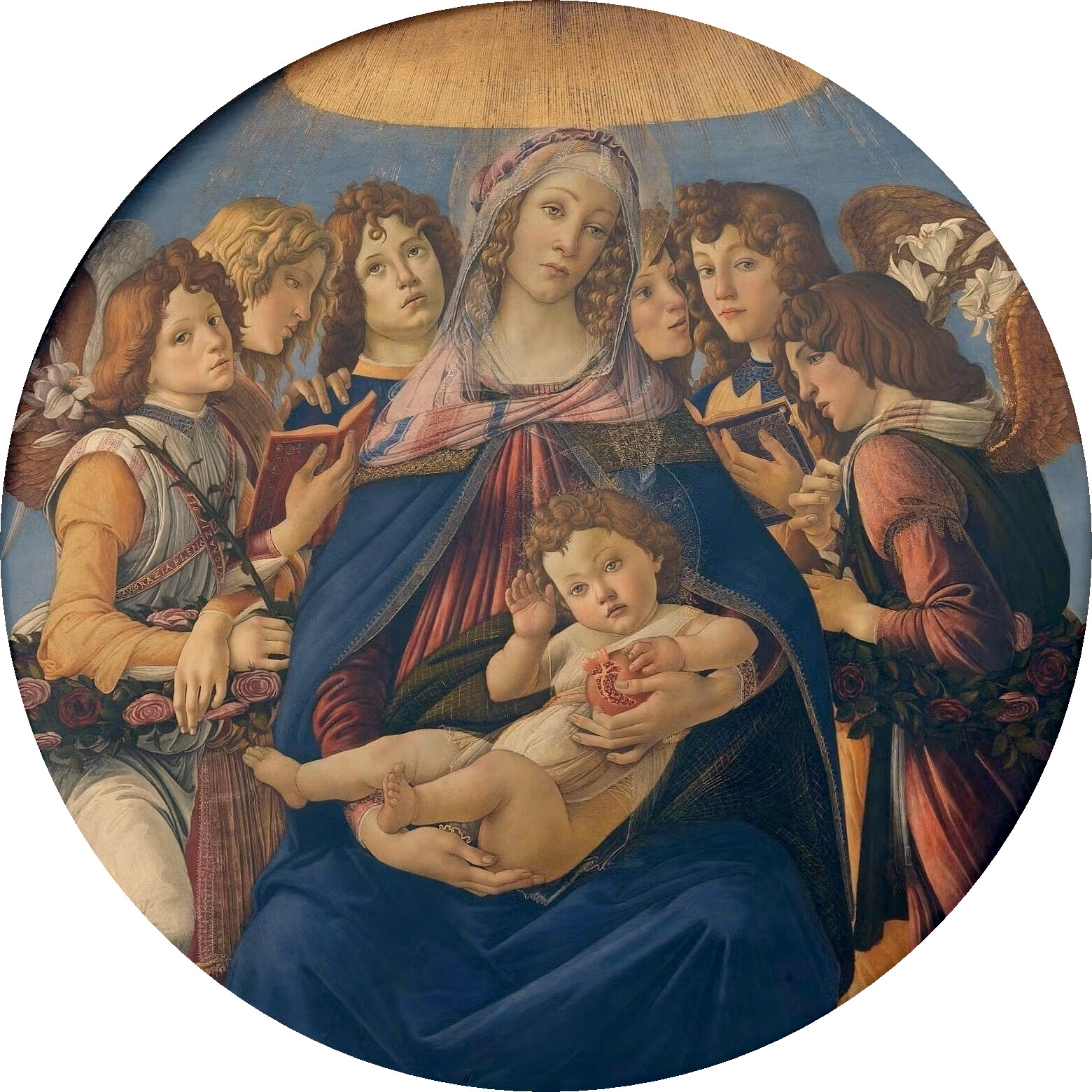
Madonna mit dem Granatapfel (Madonna della Melagrana), 1487
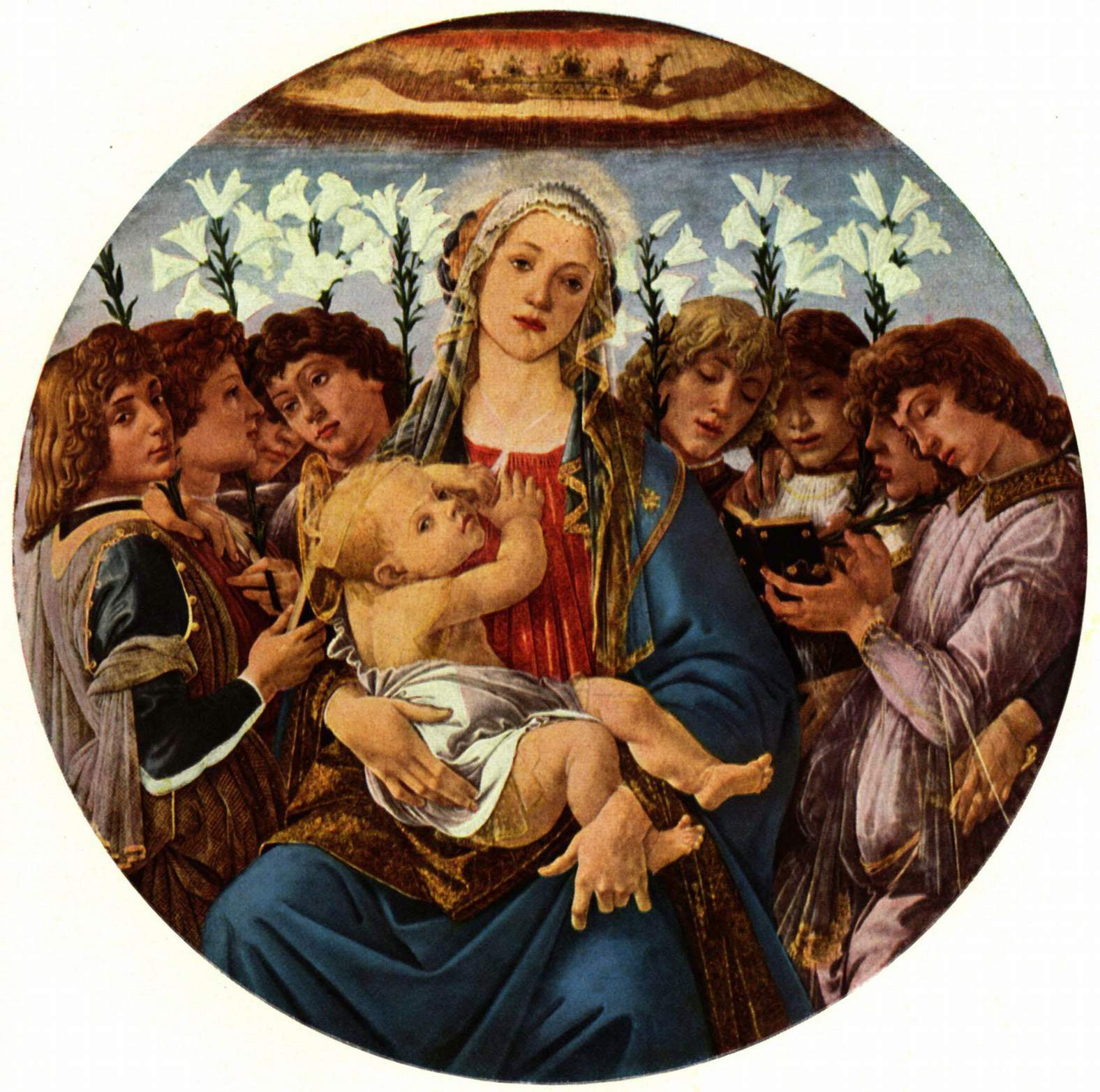
Maria mit dem Kind und singenden Engeln, 1487
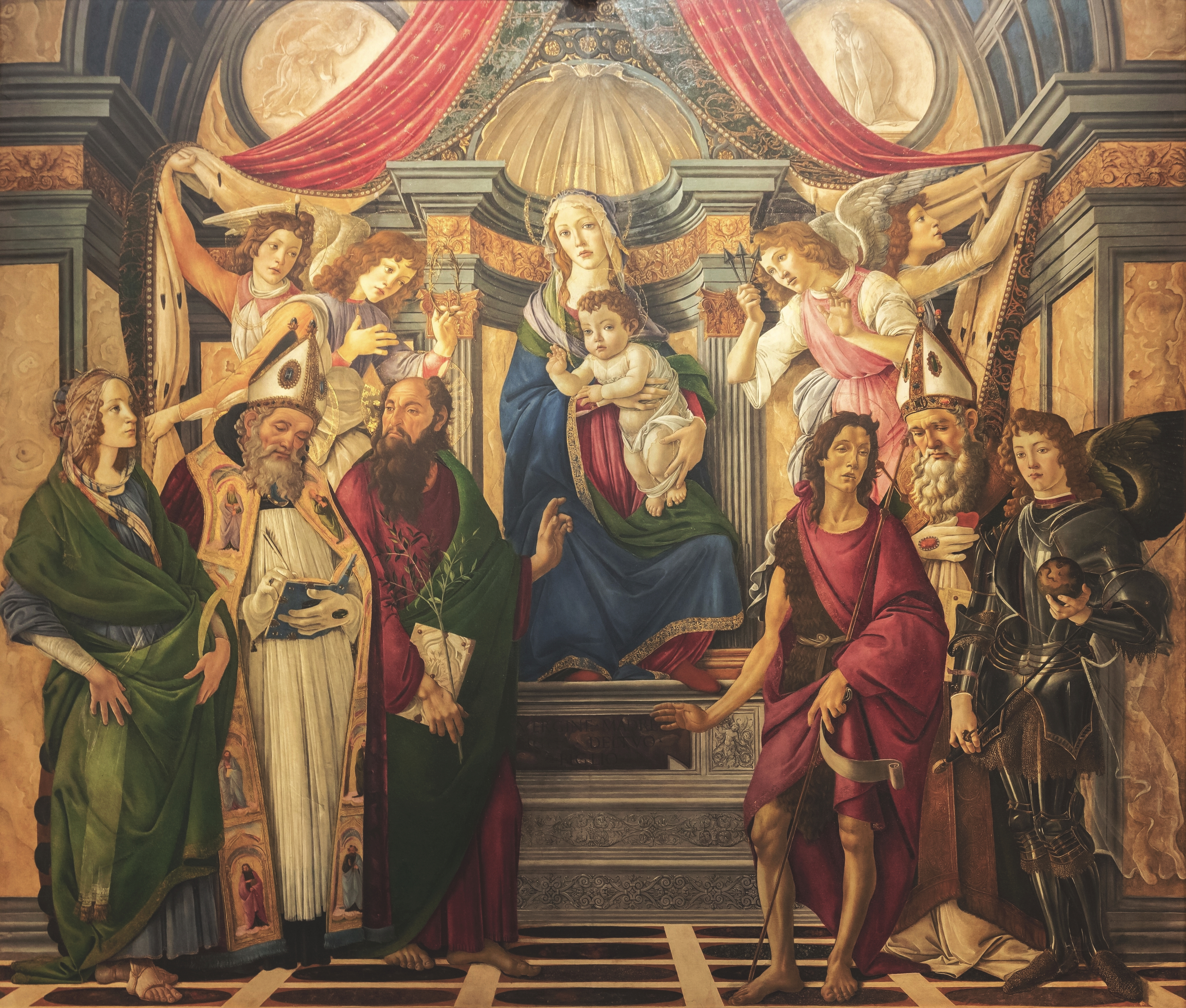
Altarbild von San Barnaba, 1487
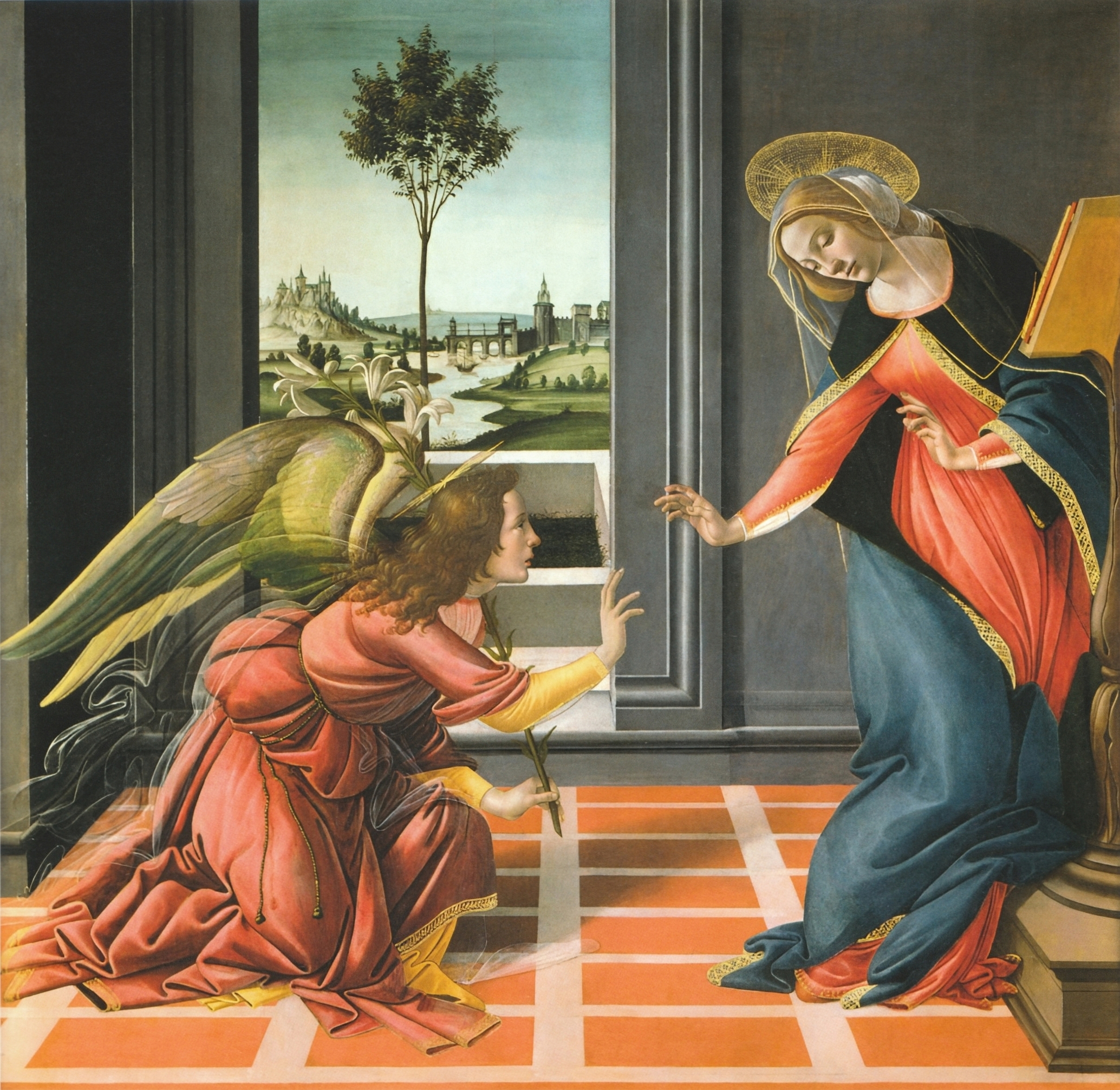
Verkündigung von Cestello (Annunciazione di Cestello), 1489/1490
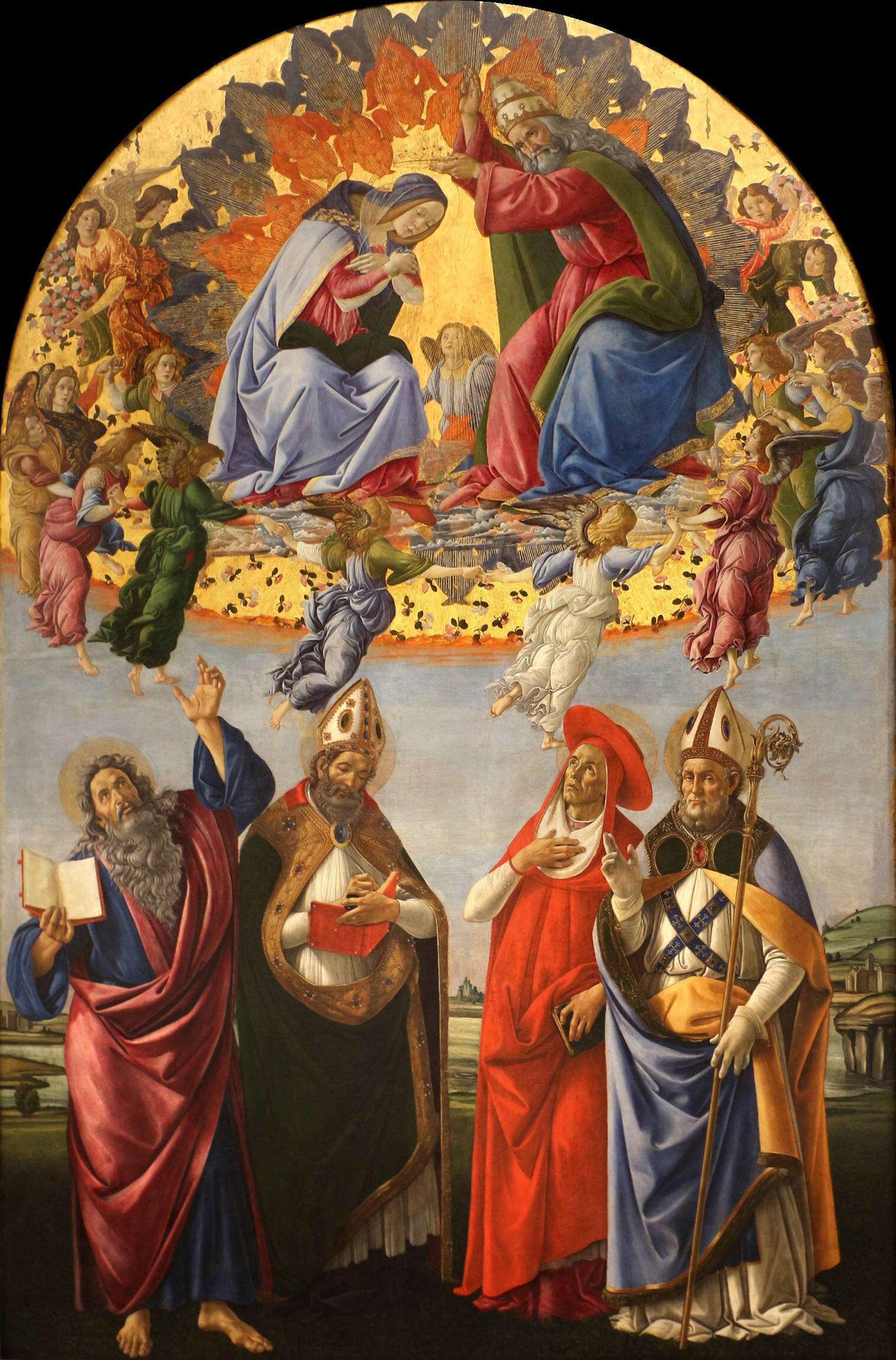
Krönung der Jungfrau (Incoronazione della Vergine), 1489/1490
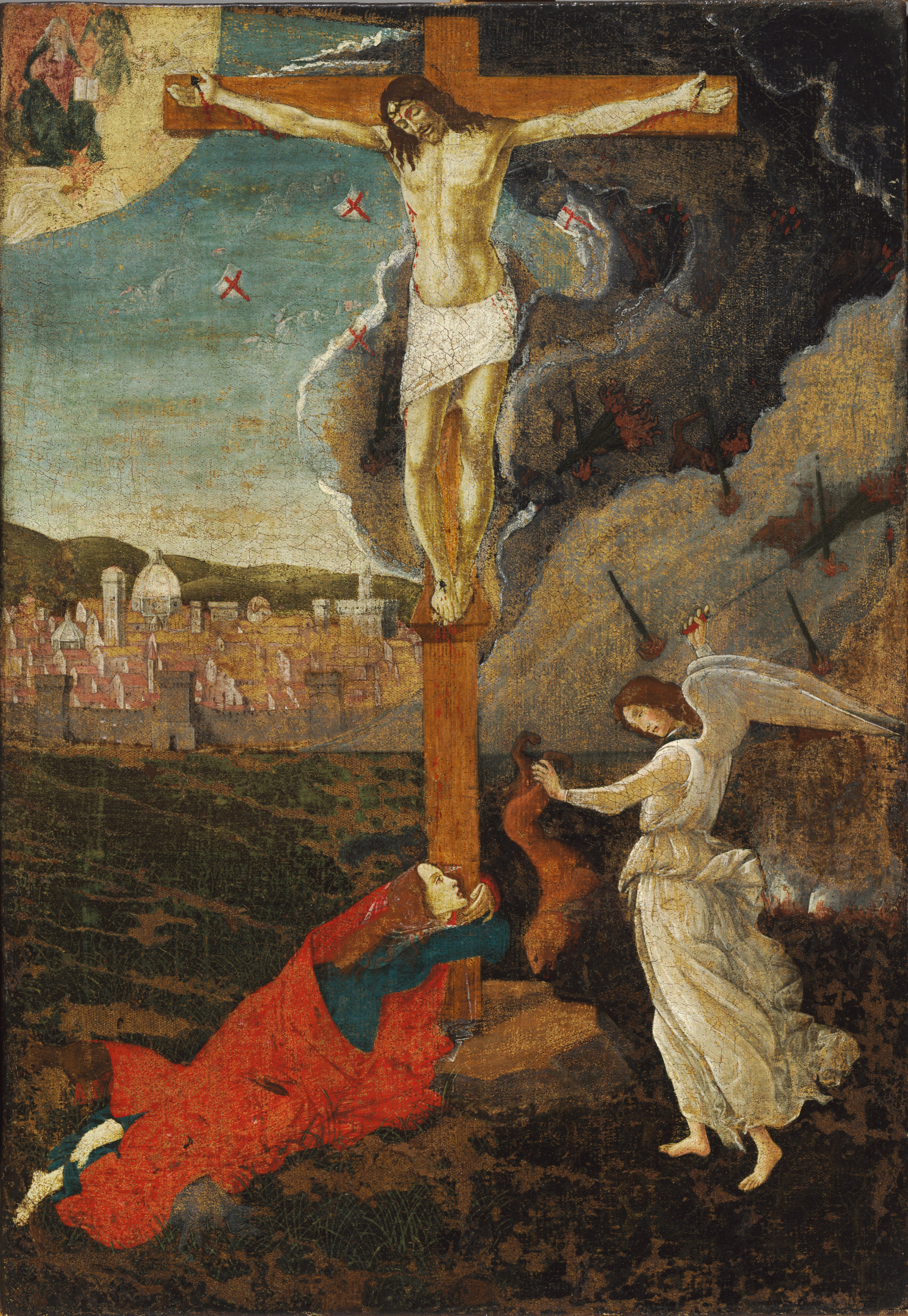
Mystische Kreuzigung, 1497–1500
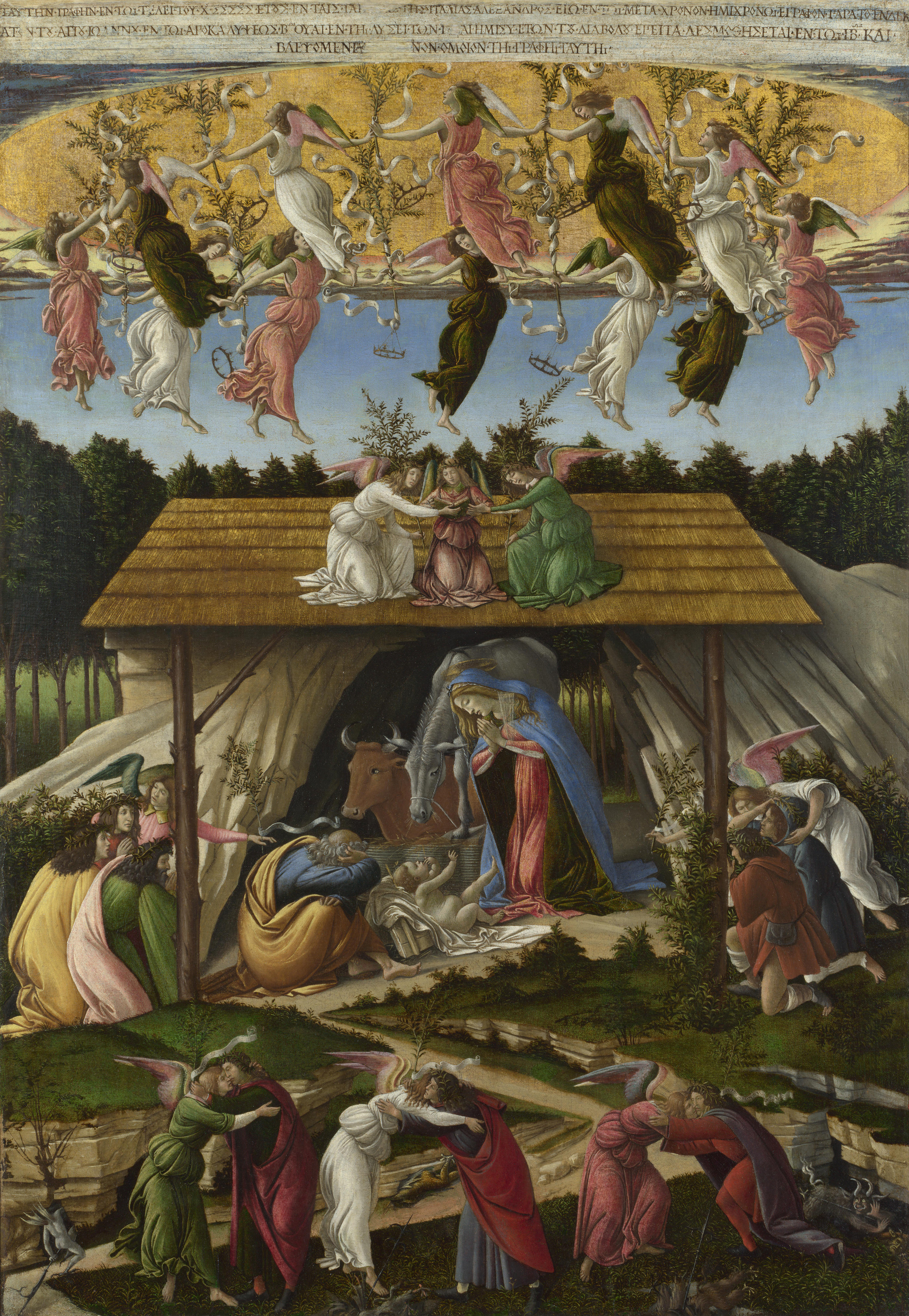
Mystische Geburt, 1500

### Zeichnungen zu Dantes Göttlicher Komödie (Auswahl)

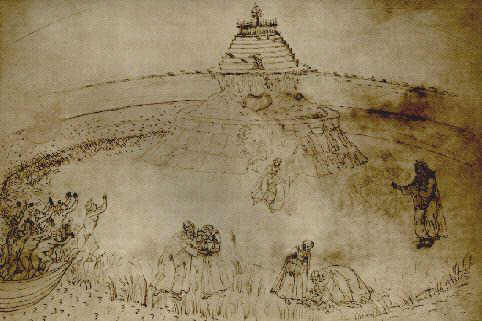
Purgatorio I
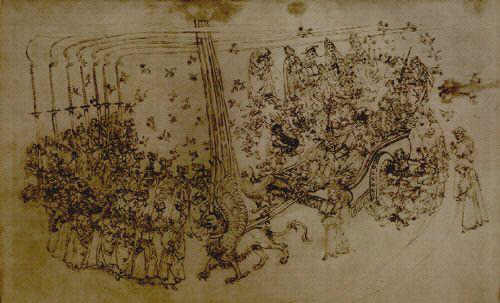
Purgatorio XXX
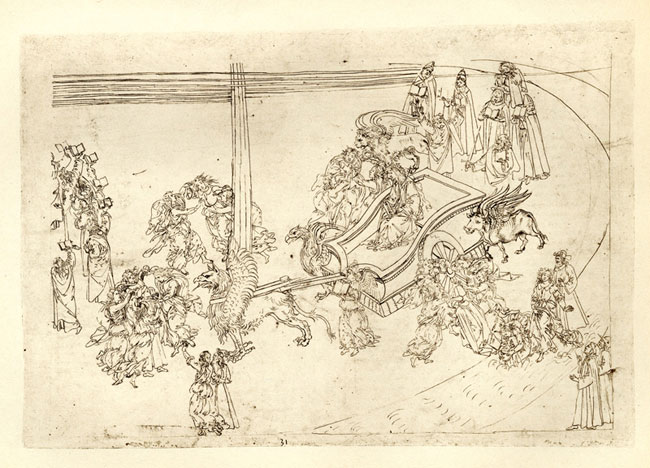
Purgatorio XXXI
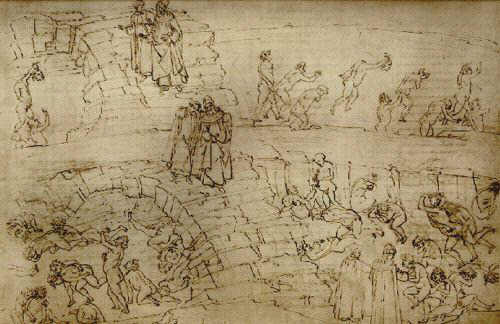
Inferno XXIX

### Werkliste (Auswahl)
Botticellis Gesamtwerk weist ihn als einen der bedeutendsten Maler der italienischen Frührenaissance aus. Zu seinen bekanntesten Werken zählen:
- Fortitudo, 1470, Uffizien
- Der heilige Sebastian, 1474, Berlin, Gemäldegalerie.
- Adorazione dei Magi (Anbetung der Heiligen Drei Könige), ca. 1475, Uffizien
- Porträts des Giuliano de’ Medici, zwischen 1478 und 1480, National Gallery of Art (Washington), Accademia Carrara (Bergamo), Gemäldegalerie (Berlin)
- La Primavera (Der Frühling), 1478, Uffizien
- Junger Mann mit Medaillon, ca. 1480, Privatsammlung
- Madonna mit dem Buch, ca. 1480/81, Museo Poldi Pezzoli, Mailand
- Weibliches Idealbildnis (Simonetta Vespucci), ca. 1480/85, Städelsches Kunstinstitut, Frankfurt am Main (ein weiteres Porträt befindet sich in der Gemäldegalerie Berlin)
- Madonna del Magnificat, zwischen 1480 und 1485, Uffizien
- Venere e Marte (Venus und Mars), ca. 1483, National Gallery, London
- Madonna mit Heiligen, 1485, Gemäldegalerie Berlin
- La Nascita di Venere (Die Geburt der Venus), ca. 1485/86, Uffizien
- Maria mit dem Kind und singenden Engeln, 1487, Gemäldegalerie Berlin
- Altarbild von San Barnaba, 1487, Uffizien
- Verkündigung von Cestello, 1489/1490, Uffizien
- Madonna mit Kind und Johannesknabe genannt Rockefeller Madonna, zwischen 1490 und 1493, Privatsammlung
- Die Verleumdung des Apelles, um 1495, Uffizien, Florenz
- Heilige Maria Magdalena, ca. 1496, Fogg Art Museum, Cambridge, USA
- Mystische Kreuzigung, 1497–1500, Fogg Art Museum, Cambridge, USA
- Mystische Geburt, ca. 1500, National Gallery, London
- Die Göttliche Komödie, Zyklus, zwischen 1482 und 1503

## Ausstellungen
- 2015/2016: The Botticelli Renaissance. Berlin, Gemäldegalerie[2][7]
- 2010: Botticelli. Bildnis Mythos, Andacht. Frankfurt a. M., Städelsches Kunstinstitut, Kurator Andreas Schumacher
- 2003: Botticelli. De Laurent le Magnifique à Savonarole. Paris, Musée du Luxembourg, Paris 2003/2004
- 2000: Botticelli. Pittore della Divina Commedia. Rom, Scuderie papale al Quirinale
- 1997: Botticelli’s Witness. Changing style in a changing Florence. Boston, Isabella Gardner Museum